# Alfabet Unificat per a l'Escriptura del Capverdià
L'Alfabet Unificat per a l'Escriptura del Capverdià (en portuguès Alfabeto Unificado para a Escrita do Cabo-Verdiano), també conegut com a ALUPEC, és l'alfabet que va ser oficialment reconegut pel govern de Cap Verd per a l'escriptura del crioll capverdià.

## Descripció
Es tracta d'un sistema fonético basat en l'alfabet llatí, i estipula essencialment quines lletres han de ser usades per a representar cada so. Aquest sistema no estipula les regles d'ortografia, sinó en com ha de ser escrita cada paraula o com les paraules han de ser escrites en el context de la frase, encara que es prengui «la llibertat de proposar algunes formes possibles, aproximant l'escriptura del crioll a la del portuguès». És per aquest motiu que l'escriptura del crioll capverdià encara no està normalitzada, la mateixa paraula o la mateixa frase pot aparèixer representada de maneres diferents. Cada capverdià encara continua escrivint idiosincràticament, o sigui, cada persona que escriu en crioll ho fa en la seva pròpia variant, en el seu propi sociolecte i en el seu propi idiolecte.
Els textos descritius de l'ALUPEC el defineixen com un «sistema constituït per 23 lletres i quatre dígrafs». El que aquests textos no especifiquen és que encara conté la lletra Y i el dígraf RR.
Documents més antics (1994) mostraven l'ordre següent:
Documents posteriors (després de 1998) mostren l'ordre següent:
L'ALUPEC s'aproxima d'un sistema fonètic perfecte, on gairebé totes les lletres representen només un so, i gairebé tots els sons són representats només per una lletra. Les vocals poden tenir un accent gràfic, però el sistema no considera les lletres amb accents com lletres separades.
| Lletra | So         | Descripció                                                                              |
| a      | /a/ ou /ɐ/ | com la a del portuguès pá ou com la a del portuguès (europeu) para                      |
| á      | /a/        | com la a del portuguès pá                                                               |
| â      | /ɐ/        | com la a del portuguès (europeu) para                                                   |
| b      | /b/        | com la b del portuguès banho                                                            |
| s      | /s/        | sempre com la s del portuguès sim, mai com la z del portuguès zero                      |
| d      | /d/        | com la d del portuguès dedo                                                             |
| e      | /e/        | com la e del portuguès dedo, mai com la i del portuguès filho                           |
| é      | /ɛ/        | com la e del portuguès ferro                                                            |
| ê      | /e/        | com la e del portuguès dedo                                                             |
| f      | /f/        | com la f del portuguès ferro                                                            |
| g      | /ɡ/        | sempre com la g del portuguès gato, mai com la j del portuguès já                       |
| h      |            | amb prou feines usat als dígrafs lh i nh                                                |
| i      | /i/ ou /j/ | com la i del portuguès vi o com la i del portuguès pai                                  |
| í      | /i/        | com la i del portuguès vi                                                               |
| j      | /ʒ/        | com la j del portuguès já                                                               |
| dj     | /d͡ʒ/       | com la j de l'anglès just o gi de l'italià giorno                                       |
| l      | /l/        | com la l del francès elle                                                               |
| lh     | /ʎ/        | com la lh del portuguès filho                                                           |
| m      | /m/        | com la m del portuguès mau                                                              |
| n      | /n/        | com la n del portuguès não                                                              |
| nh     | /ɲ/        | com la nh del portuguès ninho                                                           |
| n̈      | /ŋ/        | (n com trema) com la ng de l'anglès king; vegeu aquesta nota                            |
| o      | /o/        | com la o del portuguès amor mai com la u del portuguès tu                               |
| ó      | /ɔ/        | com la o del portuguès porta                                                            |
| ô      | /o/        | com la o del portuguès amor                                                             |
| p      | /p/        | com la p del portuguès para                                                             |
| k      | /k/        | com la c del portuguès caco                                                             |
| r      | /ɾ/ ou /ʀ/ | com la r del portuguès porta ou com la r del portuguès rato                             |
| rr     | /ʀ/        | com la rr del portuguès ferro                                                           |
| t      | /t/        | com la t del portuguès tu                                                               |
| u      | /u/ ou /w/ | com la u del portuguès tu ou com la u del portuguès mau                                 |
| ú      | /u/        | com la u del portuguès tu                                                               |
| v      | /v/        | com la v del portuguès vi                                                               |
| x      | /ʃ/        | com la x del portuguès bruxa, mai com a les paraules en portuguès sexo, próximo o exame |
| tx     | /t͡ʃ/       | com la ch de l'anglès chair, del castellà chico ou o ci de l'italià cielo               |
| z      | /z/        | com la z del portuguès zero                                                             |

Notes addicionals:
- La lletra y és usada només per a representar la conjunció copulativa (corresponent a «e» en portuguès).
- La lletra r té el so /ʀ/ només en inici de paraula.
- La lletra n a final de síl·laba no és pronunciada, només indica la nasalitat de la vocal anterior.
- El pronom personal que representa la forma de subjecte de la primera persona del singular és escrita sempre amb la lletra N majúscula, sigui quina sigui la pronúncia, sigui quina sigui la variant del crioll.
- Els accents gràfics són usats per a indicar la síl·laba tònica en paraules proparoxítones i per a indicar la síl·laba tònica en paraules oxítones que no acabin en consonant; l'accent agut és encara usat en paraules paroxítones quan la síl·laba tònica conté els sons /ɛ/ o /ɔ/.

## Història
L'ALUPEC va sorgir el 31 de maig de,1994 derivat de l'alfabet proposat pel Colóquio Linguístico de Mindelo, en 1979. Fou elaborat per l'anomenat Grupo de Padronização da Língua Cabo-Verdiana, constituït, entre d'altres, per Manuel Veiga, Alice Matos, Dulce Almada Duarte, Eduardo Cardoso, Inês Brito, José Luís Hopffer Almada i Tomé Varela da Silva.
El 20 de juliol de 1998 l'ALUPEC fou aprovat pel Consell de Ministres de Cap Verd, com a model experimental, durant um període de cinc anys. Segons el portaveu del Consell de Ministres, l'ALUPEC tindria «en compte la diversitat de la llengua capverdiana a totes les illes, i només després d'aquest període experimental hauria de pensar-se la seva introducció en el sistema d'ensenyament».
En 2005 l'ALUPEC va ser reconegut pel govern de Cap Verd com a sistema viable per a l'escriptura del capverdià, fins a la data és l'únic oficialment reconegut pel mateix govern. Malgrat de ser l'únic oficialment reconegut, la mateixa llei permet l'ús d'altres models d'escriptura, «presentats de forma sistematitzada i científica».